# Oxytropis volkii
Oxytropis volkii är en ärtväxtart som beskrevs av Karl Heinz Rechinger. Oxytropis volkii ingår i släktet klovedlar, och familjen ärtväxter. Inga underarter finns listade i Catalogue of Life.